# Championnat de Mongolie de football 2003
Navigation
Saison 1997 Saison 2006
La saison 2003 du Championnat de Mongolie de football est la huitième édition de la MFF League, le championnat de première division en Mongolie. Les cinq formations sont réunies au sein d'une poule unique où elles s'affrontent trois fois au cours de la saison. Les quatre premiers disputent la phase finale pour le titre. 
C'est le club de Khangarid qui remporte la compétition cette saison après avoir battu en finale Mon-Uran. Il s'agit du second titre de champion de Mongolie de l'histoire du club, après celui remporté en 2001.

## Les clubs participants
- Erchim
- Khangarid
- Mon-Uran
- Ulaanbaatar Mazaalai
- Udriin Od

## Compétition
Le barème de points servant à établir le classement se décompose ainsi :
- Victoire : 3 points
- Match nul : 1 point
- Défaite : 0 point

### Première phase
| Rang | Équipe               | Pts | J  | G | N | P  | Bp | Bc | Diff |  | Résultats (▼ dom., ► ext.) | Mon | Kha | Udr | Erc | Maz | Mon | Kha | Udr | Erc | Maz  |
| ---- | -------------------- | --- | -- | - | - | -- | -- | -- | ---- |  | -------------------------- | --- | --- | --- | --- | --- | --- | --- | --- | --- | ---- |
| 1    | Mon-Uran             | 30  | 12 | 9 | 3 | 0  | 39 | 13 | +26  |  | Mon-Uran                   |     | 3-2 | 1-1 | 1-0 | 6-0 |     | 5-1 |     | 4-2 | 4-1  |
| 2    | Khangarid            | 25  | 12 | 8 | 1 | 3  | 58 | 21 | +37  |  | Khangarid                  | 1-1 |     | 1-2 | 4-2 | 8-0 |     |     | 8-2 | 4-3 | 14-2 |
| 3    | Udriin Od            | 19  | 12 | 6 | 1 | 5  | 21 | 30 | -9   |  | Udriin Od                  | 0-3 | 0-2 |     | 1-2 | 3-1 | 0-5 |     |     |     | 2-1  |
| 4    | ErchimT              | 10  | 12 | 3 | 1 | 8  | 25 | 36 | -11  |  | ErchimT                    | 3-3 | 1-5 | 2-3 |     | 3-1 |     |     | 1-2 |     | 0-3  |
| 5    | Ulaanbaatar Mazaalai | 3   | 12 | 1 | 0 | 11 | 20 | 63 | -43  |  | Ulaanbaatar Mazaalai       | 2-3 | 2-7 | 3-5 | 5-6 |     |     |     |     |     |      |

|  | Qualification pour la phase finale |
|  | T : Tenant du titre                |

### Phase finale

#### Demi-finales
| Équipe 1  | Résultat | Équipe 2  |
| --------- | -------- | --------- |
| Mon-Uran  | 3 - 2    | Erchim    |
| Khangarid | 4 - 0    | Udriin Od |

### Match pour la troisième place
| Équipe 1 | Résultat | Équipe 2  |
| -------- | -------- | --------- |
| Erchim   | 8 - 1    | Udriin-Od |

### Finale
| Équipe 1  | Résultat | Équipe 2 |
| --------- | -------- | -------- |
| Khangarid | 2 - 1    | Mon-Uran |

## Bilan de la saison
| Championnat de Mongolie de football 2003 |                      |
| Champion                                 | Khangarid (2e titre) |
| Coupes et trophées                       |                      |
| Vainqueur de la Coupe de Mongolie 2003   | Non disputée         |
| Qualifications continentales             |                      |
| Ligue des champions de l'AFC 2004        | Aucun                |
| Coupe de l'AFC 2004                      | Aucun                |
| Promotions et relégations                |                      |
| Promus en MFF League                     | Aucun                |
| Relégués en B Division League            | Aucun                |